# Liên hoan phim Việt Nam lần thứ 2
Liên hoan phim Việt Nam lần thứ 2 tiếp tục được tổ chức tại Hà Nội, từ ngày 28 tháng 2 đến 15 tháng 3 năm 1973, với khẩu hiệu: "Vì tổ quốc và Chủ nghĩa xã hội".

## Tổng quan
Liên hoan phim Việt Nam lần thứ 2 được tổ chức vào đúng dịp Kỷ niệm 20 năm thành lập Điện ảnh Cách mạng Việt Nam (1953–1973), ban tổ chức đã xét thưởng cho cả những bộ phim đã được sản xuất và ra mắt từ những năm đầu của thập kỷ trước. Vì vậy tất cả các hạng mục giải thưởng đều được chia làm 2 hệ thống: dành cho phim sản xuất từ 1953 đến năm 1965 (thường được nhắc đến nhưng giải thưởng kỷ niệm 20 năm Cách mạng Việt Nam) và dành cho phim sản xuất từ 1969 đến năm 1972 (trước và sau thời điểm các bộ phim được tham dự Liên hoan phim lần thứ 1) được xem là phần giải thưởng chính của liên hoan phim này.
Trong kỳ liên hoan phim thứ 2 này, đã có tất cả 87 bộ phim tham dự. Đối với cả 2 phần giải thưởng, đã có tất cả 36 Bông sen vàng được trao ở các hạng mục: Phim truyện (6 giải), Phim tài liệu (27 giải), Phim hoạt hình (3 phim). Đây cũng là lần đầu tiên Liên hoan phim Việt Nam có giải thưởng cho các cá nhân như đạo diễn, diễn viên, biên kịch. Khác với lần trao giải đầu tiên khi người đoạt giải chỉ được nhận huy chương tượng trưng, trong lần liên hoan phim này, người chiến thắng được nhận thêm một chiếc bút máy.

## Giải thưởng kỷ niệm 20 năm Cách mạng Việt Nam

### Phim điện ảnh
| Giải thưởng   | Phim                 | Năm  | Đạo diễn                            | Biên kịch        | Sản xuất            | Nguồn         |
| ------------- | -------------------- | ---- | ----------------------------------- | ---------------- | ------------------- | ------------- |
| Bông sen vàng | Chung một dòng sông  | 1959 | NSND Nguyễn Hồng Nghi, Phạm Kỳ Nam  | Cao Đình Báu     | Xưởng phim Việt Nam | [ 6 ] [ 7 ]   |
| Bông sen vàng | Con chim vành khuyên | 1962 | NSND Nguyễn Văn Thông, NSND Trần Vũ | Nguyễn Văn Thông | Xưởng phim Hà Nội   | [ 8 ] [ 9 ]   |
| Bông sen vàng | Chị Tư Hậu           | 1963 | NSND Phạm Kỳ Nam, Nguyễn Văn Của    | Bùi Đức Ái       | Xưởng phim Hà Nội   | [ 10 ] [ 11 ] |
| Bông sen bạc  | Lửa trung tuyến      | 1961 | NSND Phạm Văn Khoa                  | Văn Dân          | Xưởng phim Việt Nam | [ 12 ] [ 13 ] |
| Bông sen bạc  | Vợ chồng A Phủ       | 1961 | NSND Mai Lộc, Hoàng Thái            | Tô Hoài          | Xưởng phim Hà Nội   | [ 14 ] [ 15 ] |
| Bông sen bạc  | Kim Đồng             | 1964 | NSƯT Vũ Phạm Từ, Nông Ích Đạt       | Tô Hoài          | Xưởng phim Hà Nội   | [ 16 ] [ 17 ] |

### Phim tài liệu, khoa học
| Giải thưởng   | Phim                                                                       | Năm  | Đạo diễn                                   | Biên kịch                                  | Quay phim                                                                      | Sản xuất | TK            |
| ------------- | -------------------------------------------------------------------------- | ---- | ------------------------------------------ | ------------------------------------------ | ------------------------------------------------------------------------------ | -------- | ------------- |
| Bông sen vàng | Chiến thắng Điện Biên Phủ                                                  | 1954 | NSƯT Nguyễn Tiến Lợi                       |                                            | - NSND Hồng Nghi - NSND Ngọc Quỳnh - Nguyễn Thụ                                | XPQĐND   | [ 18 ] [ 19 ] |
| Bông sen vàng | Dưới cờ quyết thắng                                                        | 1959 | Hoàng Thái                                 |                                            | NSND Ngọc Quỳnh                                                                | XPQĐND   | [ 20 ] [ 21 ] |
| Bông sen vàng | Trên hải phận Tổ quốc                                                      | 1960 | NSND Khánh Dư                              |                                            | NSND Khánh Dư                                                                  | XPQĐND   | [ 22 ] [ 23 ] |
| Bông sen vàng | Trung đoàn bộ binh tăng cường tấn công quân địch phòng ngự có chuẩn bị sẵn | 1958 | Phim tài liệu phóng sự quân đội            | Phim tài liệu phóng sự quân đội            |                                                                                | XPQĐND   | [ 23 ]        |
| Bông sen vàng | Chiến thắng Tây Bắc                                                        | 1953 | NSND Mai Lộc                               |                                            | - NSND Hồng Nghi - NSƯT Nguyễn Tiến Lợi - Nguyễn Thụ, Mai Lộc                  | XPVN     | [ 24 ] [ 25 ] |
| Bông sen vàng | Chống hạn                                                                  | 1957 | Nguyễn Đắc                                 | NSƯT Vũ Phạm Từ                            | An Như Sơn                                                                     | XPVN     | [ 26 ] [ 27 ] |
| Bông sen vàng | Giữ làng giữ nước                                                          | 1953 | NSND Mai Lộc                               | NSƯT Vũ Phạm Từ                            | - Trần Quốc Ấn - Quang Huy                                                     | XPVN     | [ 28 ] [ 29 ] |
| Bông sen vàng | Nước về Bắc Hưng Hải                                                       | 1959 | NSND Bùi Đình Hạc                          | NSND Bùi Đình Hạc                          | - NSND Hồng Sến - NSND Ngọc Quỳnh - Vũ Sơn                                     | XPVN     | [ 30 ] [ 31 ] |
| Bông sen vàng | Vài hình ảnh về đời hoạt động của Hồ Chủ tịch                              | 1960 | - NSND Nguyễn Hồng Nghi - NSND Phạm Kỳ Nam | - NSND Nguyễn Hồng Nghi - NSND Phạm Kỳ Nam | NSƯT Nguyễn Như Ái                                                             | XPVN     | [ 31 ] [ 32 ] |
| Bông sen vàng | Như đón cả miền Nam anh hùng                                               | 1964 | - NSND Tô Cương - NSND Phan Trọng Quỳ      | Lương Sĩ Cầm                               | - NSƯT Ma Cường - An Như Sơn - Tô Cương                                        | XPTSTLVN | [ 33 ] [ 34 ] |
| Bông sen bạc  | Bèo hoa dâu                                                                | 1962 | Trần Quốc Ân                               | Lê Quang Liêm                              | Trần Quốc Ân                                                                   |          | [ 35 ]        |
| Bông sen bạc  | Chiến dịch Cầu Kè                                                          |      |                                            |                                            |                                                                                |          |               |
| Bông sen bạc  | Chiến dịch Cao–Lạng                                                        |      |                                            |                                            |                                                                                |          |               |
| Bông sen bạc  | Diệt dốt                                                                   | 1958 | Nguyễn Thụ                                 | Nguyễn Thụ                                 | - NSND Phan Trọng Quỳ - NSND Ngọc Quỳnh - NSND Khánh Dư - NSND Nguyễn Đăng Bảy | XPVN     | [ 36 ] [ 27 ] |
| Bông sen bạc  | Dưới mái trường mới                                                        | 1960 | Ba Kỳ                                      | Nguyễn Quang Vinh                          | NSND Hồng Sến                                                                  | XPVN     | [ 37 ] [ 38 ] |
| Bông sen bạc  | Đại hội chiến sĩ thi đua lần thứ nhất                                      |      |                                            |                                            |                                                                                |          |               |
| Bông sen bạc  | Đất và nước                                                                | 1962 | NSND Ngọc Quỳnh                            | Đặng Đình Liệu                             | NSND Ngọc Quỳnh                                                                |          | [ 39 ] [ 35 ] |
| Bông sen bạc  | Gang thép rực lửa                                                          | 1964 | NSND Ngọc Quỳnh                            | NSND Ngọc Quỳnh                            |                                                                                |          | [ 40 ] [ 41 ] |
| Bông sen bạc  | Hưng Yên nước bạc cơm vàng                                                 | 1963 |                                            |                                            |                                                                                |          |               |
| Bông sen bạc  | Lửa căm thù                                                                |      |                                            |                                            |                                                                                |          |               |
| Bông sen bạc  | Mười năm thắng lợi                                                         | 1964 |                                            |                                            |                                                                                |          |               |
| Bông sen bạc  | Nam Bắc một lòng                                                           |      |                                            |                                            |                                                                                |          |               |
| Bông sen bạc  | Ngọn lửa Nghệ Tĩnh                                                         | 1964 | NSND Nguyễn Văn Thông                      | NSND Nguyễn Văn Thông                      |                                                                                | XPQĐND   | [ 42 ] [ 43 ] |
| Bông sen bạc  | Tiếng hát trên đỉnh núi                                                    |      |                                            |                                            |                                                                                |          |               |
| Bông sen bạc  | Trai thôn Thượng, gái thôn Bạt                                             | 1961 | Trịnh Văn Thanh                            | Lê Nguyên                                  |                                                                                | XPTSTLVN | [ 40 ]        |
| Bông sen bạc  | Trận La Bang                                                               |      |                                            |                                            |                                                                                |          |               |
| Bông sen bạc  | Trên thao trường                                                           |      |                                            |                                            |                                                                                |          |               |
| Bông sen bạc  | Trên tuyến đầu miền Tây Tổ quốc                                            | 1961 | NSƯT Trần Quý Lục                          |                                            | NSND Khánh Dư                                                                  | XPQĐND   | [ 44 ] [ 45 ] |

### Phim hoạt hình
| Giải thưởng   | Phim               | Năm  | Đạo diễn        | Biên kịch     | Quay phim            | Họa sĩ                              | Sản xuất | Chú   | Nguồn         |
| ------------- | ------------------ | ---- | --------------- | ------------- | -------------------- | ----------------------------------- | -------- | ----- | ------------- |
| Bông sen vàng | Đáng đời thằng Cáo | 1960 | Lê Minh Hiền    | Duy Cương     | Xuân Khang, Ngọc Lan | - NSND Trương Qua - NSND Hồ Quảng   | XNPTVN   | [ b ] | [ 47 ]        |
| Bông sen bạc  | Chiếc vòng bạc     | 1962 | NSND Trương Qua | Nguyễn Thị My | Trịnh Thị Cần        | - Lê Huy Hòa, Nguyễn Yên - Vinh Hoa | XNPTVN   |       | [ 48 ] [ 49 ] |
| Bông sen bạc  | Chú thỏ đi học     | 1962 | Nguyễn Tịch     | Nguyễn Tịch   | Đỗ Trần Hiệt         | Ngô Đình Chương                     | XNPTVN   |       | [ 50 ]        |

## Giải thưởng chính

### Phim điện ảnh
| Giải thưởng   | Phim                    | Năm  | Đạo diễn                                | Biên kịch                | Sản xuất                   | Nguồn         |
| ------------- | ----------------------- | ---- | --------------------------------------- | ------------------------ | -------------------------- | ------------- |
| Bông sen vàng | Đường về quê mẹ         | 1971 | NSND Bùi Đình Hạc                       | Bành Châu, Bùi Đình Hạc  | Xưởng phim Hà Nội          | [ 51 ]        |
| Bông sen vàng | Truyện vợ chồng anh Lực | 1971 | NSND Trần Vũ                            | Vũ Lê Mai                | Xưởng phim Hà Nội          | [ 52 ]        |
| Bông sen bạc  | Tiền tuyến gọi          | 1969 | - NSND Phạm Kỳ Nam - Quốc Long          | Phạm Kỳ Nam              | Xưởng phim Hà Nội          | [ 53 ]        |
| Bông sen bạc  | Trần Quốc Toản ra quân  | 1971 | NSND Bạch Diệp                          | Hoài Giao                | Xưởng phim Hà Nội          | [ 54 ]        |
| Bông sen bạc  | Vĩ tuyến 17 ngày và đêm | 1972 | NSND Hải Ninh                           | Hải Ninh, Hoàng Tích Chỉ | Xưởng Phim truyện Việt Nam | [ 55 ]        |
| Bằng khen     | Chị Nhung               | 1970 | - Nguyễn Đức Hinh - NSND Đặng Nhật Minh | Hồng Lực, Duy Cường      |                            | [ 56 ] [ 57 ] |

### Phim tài liệu, khoa học
| Giải thưởng   | Phim                                                       | Năm  | Đạo diễn                         | Biên kịch                        | Quay phim                                                       | Sản xuất | Nguồn         |
| ------------- | ---------------------------------------------------------- | ---- | -------------------------------- | -------------------------------- | --------------------------------------------------------------- | -------- | ------------- |
| Bông sen vàng | Chiến thắng đường 9 – Nam Lào                              | 1972 | NSND Nguyễn Văn Thông, Phạm Lệnh | Nguyễn Văn Thông                 | - Bùi Xuân Thiện, - Phạm Ngọc Đính, - Phan Sĩ Lan, - Trịnh Rãng | XPQĐND   | [ 58 ]        |
| Bông sen vàng | Chúng con nhớ Bác                                          | 1969 | NSND Nguyễn Văn Thông            | NSND Nguyễn Văn Thông            | Phạm Ngọc Đính                                                  | XPQĐND   | [ 59 ] [ 60 ] |
| Bông sen vàng | Hình ảnh quân đội số 8 – 1971                              | 1971 | Thời sự quân đội                 | Thời sự quân đội                 |                                                                 | XPQĐND   | [ 61 ]        |
| Bông sen vàng | Mừng chiến công vĩ đại                                     |      |                                  |                                  |                                                                 | XPQĐND   |               |
| Bông sen vàng | Trận địa mặt đường                                         | 1970 | Nguyễn Kha                       | Quốc Chung                       | Nguyễn Sớm                                                      | XPQĐND   | [ 62 ]        |
| Bông sen vàng | Ghi chép trên đồng bằng Quảng Ngãi                         | 1971 | NSƯT Nguyễn Gia Định             | NSƯT Nguyễn Gia Định             | Trịnh Rãng                                                      | XPQGP    | [ 63 ]        |
| Bông sen vàng | Những cô gái C3 quân giải phóng                            | 1972 | NSƯT Phùng Đệ                    | Hoàng Văn Bổn                    | NSƯT Phùng Đệ                                                   | XPQGP    | [ 64 ]        |
| Bông sen vàng | Vài hình ảnh chiến đấu đầu xuân 1968                       | 1968 | NSƯT Dương Minh Đẩu              | NSƯT Dương Minh Đẩu              | Tập thể phóng viên                                              | XPQGP    | [ 65 ]        |
| Bông sen vàng | Kỹ thuật Mỹ và tội ác diệt chủng                           | 1971 | Hồ Quốc Vĩ                       | Hồ Quốc Vĩ                       | Hồ Quốc Vĩ                                                      | XPTSTLTW | [ 66 ]        |
| Bông sen vàng | Lũy thép Vĩnh Linh                                         | 1970 | NSND Ngọc Quỳnh                  | Bành Châu                        |                                                                 | XPTSTLTW | [ 67 ]        |
| Bông sen vàng | Những cô gái Ngư Thủy                                      | 1969 | NSƯT Lò Minh                     | Phạm Thành Liêu                  | - NSƯT Lò Minh - NSƯT Đỗ Duy Hùng                               | XPTSTLTW | [ 68 ] [ 69 ] |
| Bông sen vàng | Làng nhỏ bên sông Trà                                      | 1971 | Nghiêm Phú Mỹ                    | Trần Đống, Nghiêm Phú Mỹ         | Trần Đống, Nghiêm Phú Mỹ                                        | XPGP     | [ 70 ]        |
| Bông sen vàng | Những người săn thú trên núi Đắksao                        | 1971 | NSND Trần Thế Dân                |                                  | - NSND Trần Thế Dân - Kơ-par Y-vang                             | XPGP     | [ 70 ]        |
| Bông sen vàng | Hồ chứa nước Mẫu Sơn                                       |      |                                  |                                  | NSND Phan Trọng Quỳ                                             |          | [ 71 ]        |
| Bông sen vàng | Chú ý! Thuốc trừ sâu                                       |      | NSND Lương Đức                   | NSND Lương Đức                   | NSND Lương Đức                                                  |          | [ 72 ] [ 73 ] |
| Bông sen bạc  | Bác Hồ của chúng em                                        | 1969 | NSƯT Ma Cường                    |                                  |                                                                 |          | [ 74 ] [ 75 ] |
| Bông sen bạc  | Chặng đường phía Nam                                       |      |                                  |                                  |                                                                 |          |               |
| Bông sen bạc  | Chế biến sắn                                               | 1972 | NSƯT Phạm Tiến Đại               | Nguyễn Bội                       | Phạm Tiến Đại                                                   | XPTSTLTW | [ 76 ]        |
| Bông sen bạc  | Đường chúng tôi đi                                         |      |                                  |                                  |                                                                 |          |               |
| Bông sen bạc  | Kôkava                                                     | 1970 | NSƯT Phạm Tiến Đại               |                                  | Nguyễn Hợi                                                      | XPQGP    | [ 77 ]        |
| Bông sen bạc  | Kỷ niệm 100 năm ngày sinh Lê-nin                           | 1970 | NSƯT Ma Cường                    |                                  | Ma Cường                                                        | XPTSTLTW | [ 78 ]        |
| Bông sen bạc  | Lên thăm Mù Cang Chải                                      |      | NSƯT Ma Cường                    |                                  |                                                                 |          | [ 34 ]        |
| Bông sen bạc  | Người thấy giáo thương binh                                | 1971 | Nhất Hiên                        | Lê Quốc                          |                                                                 | XPTSTLTW | [ 79 ]        |
| Bông sen bạc  | Người Pakô                                                 | 1972 | - Vi Ngọc Huy - Nguyễn Văn Tảo   | Vi Ngọc Huy                      |                                                                 | XPGP     | [ 80 ]        |
| Bông sen bạc  | Nhà máy thông tin quân đội tiến công vào khoa học kỹ thuật |      |                                  |                                  |                                                                 |          |               |
| Bông sen bạc  | Những cô gái trạm thông tin K6                             |      |                                  |                                  |                                                                 |          |               |
| Bông sen bạc  | Những người dân quê tôi                                    | 1970 | NSND Trần Thủy                   | - NSND Trần Thủy, - Triều Phương | NSND Trần Thủy                                                  | XPGP     | [ 81 ]        |
| Bông sen bạc  | Quảng Trị ngày đầu giải phóng                              |      |                                  |                                  | NSND Nguyễn Văn Nẫm                                             |          | [ 82 ]        |
| Bông sen bạc  | Quân dân Trị–Thiên tấn công và nổi dậy                     |      |                                  |                                  | NSND Đặng Xuân Hải                                              | XPQGP    | [ 83 ]        |
| Bông sen bạc  | San bằng cao điểm 935                                      | 1971 |                                  |                                  |                                                                 | XPQGP    | [ 83 ]        |
| Bông sen bạc  | Thành phố những ngày đầu giải phóng                        |      |                                  |                                  |                                                                 |          |               |
| Bông sen bạc  | Theo chân người chiến sỹ an ninh giải phóng                |      |                                  |                                  |                                                                 |          |               |
| Bông sen bạc  | Trở về buôn rẫy                                            | 1971 | NSND Trần Thế Dân                | NSND Trần Thế Dân                | - NSND Trần Thế Dân - Kơ-par Y-vang                             | XPTSTLTW | [ 84 ]        |
| Bông sen bạc  | Từ trận đầu đánh thắng                                     |      |                                  |                                  |                                                                 |          |               |
| Bông sen bạc  | Xin chớ coi thường                                         |      |                                  |                                  |                                                                 |          |               |

### Phim hoạt hình
| Giải thưởng   | Phim                 | Năm  | Đạo diễn                   | Biên kịch                 | Họa sĩ        | Quay phim                  | Sản xuất | Chú   | Nguồn  |
| ------------- | -------------------- | ---- | -------------------------- | ------------------------- | ------------- | -------------------------- | -------- | ----- | ------ |
| Bông sen vàng | Chuyện ông Gióng     | 1970 | NSND Ngô Mạnh Lân          | Tô Hoài                   | NSƯT Mai Long | - Trịnh Thị Cần - Hữu Hồng | XNPHHVN  | [ d ] | [ 87 ] |
| Bông sen vàng | Kặm Phạ – Nàng Ngà   | 1971 | - Hoàng Sùng - Nguyễn Tích | - Ngô Thông - Nguyễn Xuân | NSƯT Mai Long | - Trịnh Thị Cần - Hữu Hồng | XNPHHVN  | [ e ] | [ 88 ] |
| Bông sen bạc  | Gà trống hoa mơ      | 1971 | NSND Hồ Quảng              | Vân Anh                   | Phan Thị Hà   | NSƯT Thủy Hằng             | XNPHHVN  |       | [ 89 ] |
| Bông sen bạc  | Sơn Tinh – Thuỷ Tinh | 1972 | NSND Trương Qua            | Võ Quảng                  | NSƯT Mai Long |                            | XNPHHVN  | [ f ] |        |
| Bằng khen     | Lời đáng yêu nhất    | 1972 | NSND Ngô Mạnh Lân          | Văn Biền                  | Nghiêm Hùng   |                            | XNPHHVN  |       | [ 91 ] |
| Bằng khen     | Em bé và lọ hoa      | 1970 | Nghiêm Dung                | Văn Biền                  | Hữu Đức       | NSƯT Thủy Hằng             | XNPHHVN  |       | [ 92 ] |

## Giải thưởng cá nhân

### Phim điện ảnh
| Đạo diễn xuất sắc | Quay phim xuất sắc |
| - NSND Bùi Đình Hạc – Đường về quê mẹ. - NSND Trần Vũ – Truyện vợ chồng anh Lực. - NSND Phạm Kỳ Nam – Tiền tuyến gọi. | - NSND Nguyễn Đăng Bảy – Con chim vành khuyên. - NSND Nguyễn Khánh Dư – Chị Tư Hậu. - NSƯT Lưu Xuân Thư – Đường về quê mẹ. |
| Biên kịch xuất sắc | Thiết kế mĩ thuật xuất sắc                                                                                                 |
| - Bành Châu, NSND Bùi Đình Hạc – Đường về quê mẹ. - Vũ Lê Mai – Truyện vợ chồng anh Lực.                              | - NSND Đào Đức – Trần Quốc Toản ra quân.                                                                                   |
| Nam diễn viên chính xuất sắc                                                                                          | Nữ diễn viên chính xuất sắc                                                                                                |
| - NSƯT Huy Công – Ga.                                                                                                 | - NSND Tuệ Minh – Truyện vợ chồng anh Lực.                                                                                 |

### Phim tài liệu, khoa học
| Đạo diễn xuất sắc                                                                       | Quay phim xuất sắc |
| - NSND Nguyễn Ngọc Quỳnh – Lũy thép Vĩnh Linh. - NSND Lương Đức – Chú ý! Thuốc trừ sâu. | - NSƯT Ma Cường, Võ Kim Môn – Lũy thép Vĩnh Linh. - NSƯT Phạm Tiến Đại – Kôkava. - NSƯT Lò Minh – Những cô gái Ngư Thủy. |